# 1999年欧州議会議員選挙 (ドイツ)
1999年欧州議会議員選挙（1999ねん おうしゅうぎかい ぎいんせんきょ）は、欧州議会の議員を選出するために行われ、ドイツ連邦共和国では6月13日に実施された。本稿では、ドイツにおける欧州議会議員選挙の結果について取り上げる。

## 選挙データ
- ドイツ割り当て分 - 99議席
- 選挙制度 - 比例代表制（最低でも 5% 以上の得票を得ることが議席配分の条件）

1. 政党は全国共通の政党リストか、州ごとのリストを提出する。同じ政党の州リストは全国で結合して、議席配分を受けることが可能。実際には、CSU はバイエルン州のみで名簿を提出し、CDU はそれ以外の州ごとの名簿を連邦全体（バイエルン州は除外）で結合している。
2. 有権者は政党リスト（拘束名簿）にいずれか一つに投票。
3. 議席配分は、全国での投票（CSU はバイエルン州だけで、CDU は結合のもの）によって、ヘアー式最大少数法（ニーマイヤー式）で配分

- 議員の任期 - 5年

## 選挙結果
- 投票日 - 1999年6月13日
  - 有権者数 - 60,786,904名
  - 投票率 - 45.2%
  - 投票者数 - 27,468,932名
  - 有効票数 - 27,059,273票

| 党派                               | 党派                           | 得票数     | 得票率 (%) | 議席数 |
| ---------------------------------- | ------------------------------ | ---------- | ---------- | ------ |
| キリスト教民主・社会同盟 (CSU/CDU) | ドイツキリスト教民主同盟 (CDU) | 10,628,224 | 39.3       | 43     |
| キリスト教民主・社会同盟 (CSU/CDU) | キリスト教社会同盟 (CSU)       | 2,540,007  | 9.4        | 10     |
| ドイツ社会民主党 (SPD)             | ドイツ社会民主党 (SPD)         | 8,307,085  | 30.7       | 33     |
| 同盟90/緑の党 (B90/G)              | 同盟90/緑の党 (B90/G)          | 1,741,494  | 6.4        | 7      |
| 民主社会党 (PDS)                   | 民主社会党 (PDS)               | 1,567,745  | 5.8        | 6      |
| 自由民主党 (FDP)                   | 自由民主党 (FDP)               | 820,371    | 3.0        | 0      |
| 合計                               | 合計                           | 合計       | 合計       | 99     |

- 出典：5.Wahl zum Europäischen Parlament am 13.Juni 1999